# Meddah
Meddah (turski maddāḥ iz arapskog  ‏مَدَحَ‎ madaha, što znaći „slaviti” ili „pripovjedač”) je naziv za tradicionalnog turskog pripovjedača koji izvodi meddahlik, kazalište u kojemu narator izvodi sve likove. Ova umjetnost, koja polaže veliku vrijednost na majstorstvo retorike, visoko je cijenjena u Turskoj, zbog čega je upisana na UNESCO-ov popis nematerijalne svjetske baštine u Europi 2008. godine.
Meddahlik se izvodio ispred male skupine gledatelja, kao što su posjetitelji kavana. Meddah igra različite likove, te je obično skretao pozornost na moralnu pouku u priči. Meddah koristi rekvizite, kao što su kišobran, maramica ili drugačije pokrivalo za glavu, kako bi signalizirao promjenu karaktera, te je bio vješt u manipuliranju svog glasa i imitaciji različitih dijalekata. Nije bio vremenski ograničen u izvedbama i dobar meddah je imao vještinu da se prilagodi priči, ovisno o interakciji s publikom. Kvaliteta izvedbe uvelike ovisi o atmosferi između pripovjedača i gledatelja, kao i sposobnosti meddaha da integrira imitacije, viceve i improvizaciju, često u odnosu na suvremene događaje. Njihova društvena i politička kritika je redovito izazivala živahne rasprave o suvremenim pitanjima. Zbog toga su meddasi često bili predmetom cenzure.
Povijesno gledano, od meddaha se očekuje da prosvjetli, educira i zabavi. Nastupima u karavansarajima, bazarima, kavanama, džamijama i crkvama, ovi pripovjedači prenose vrijednosti i ideje među pretežno nepismenim stanovništvom. Meddasi su uglavnom putujući umjetnici koje put vodi iz jednog velikog grada u drugi, a tradicija navodno seže u Homerovoj vrijeme. Metode meddaha su iste kao i metode itineranata pripovjedača koji su prenosili grčke epove poput Ilijade i Odiseje, iako su glavne priče su sada Ferhat i Sirin ili Lejla i Majnun. Na repertoaru meddaha su također i istinite priče, koje se mijenjaju ovisno o publici, umjetniku i političkoj situaciji. 
Kroz stoljeća, slične pripovjedne vrste su cvale zbog interakcije među narodima Azije, Kavkaza i Bliskog istoka unutar ovog širokog geografskog područja. Istanbulski meddasi su poznati po integriranju glazbenih instrumenata u svoje priče, što je glavna razlika između njih i Dengbejina iz istočne Anatolije.
Iako neki meddasi još nastupaju na nizu vjerskih i svjetovnih proslava i pojavljuju se na televizijskim emisijama, žanr je izgubio mnogo od svoje izvorne obrazovne i socijalne funkcije zbog razvoja masovnih medija, a osobito zbog pojave televizora u kavanama.

## Vanjske poveznice
- The Arts of the Meddah, Public Storytellers, video na youtube, 2:41 min (engl.)